# Indāpur (ort i Indien, Pune Division)
Indāpur är en ort i Indien.   Den ligger i distriktet Pune och delstaten Maharashtra, i den centrala delen av landet, 1 200 km söder om huvudstaden New Delhi. Indāpur ligger 521 meter över havet och antalet invånare är 21 584.
Terrängen runt Indāpur är platt. Runt Indāpur är det tätbefolkat, med 257 invånare per kvadratkilometer. Trakten runt Indāpur består till största delen av jordbruksmark.